# Linden (Alabama)
Pour les articles homonymes, voir Linden.
La ville de Linden est le siège du comté de Marengo, dans l'État de l'Alabama, aux États-Unis. Lors du recensement de 2010, elle comptait 2 123 habitants.

## Démographie
| 1860 | 1870 | 1910 | 1920 | 1930 | 1940  | 1950  | 1960  |
| ---- | ---- | ---- | ---- | ---- | ----- | ----- | ----- |
| 171  | 300  | 600  | 700  | 982  | 1 203 | 1 363 | 2 516 |

| 1970  | 1980  | 1990  | 2000  | 2010  | - | - | - |
| ----- | ----- | ----- | ----- | ----- | - | - | - |
| 2 697 | 2 773 | 2 548 | 2 424 | 2 123 | - | - | - |

## Personnalités
- Lucy Hannah (1875-1993), Américaine supercentenaire, est née à Linden.

## Source
- (en) Cet article est partiellement ou en totalité issu de l’article de Wikipédia en anglais intitulé « Linden, Alabama » (voir la liste des auteurs).